# 콘티키: 위대한 항해
《콘티키: 위대한 항해》(마오리어: Kon-Tiki)는 2012년 공개된 영국 노르웨이 덴마크의 액션 드라마 모험 영화이다.

## 출연진
주연
- 팔 스베르 하겐 - 토르 역
- 구스타프 스카스가드 - 벵트 역
- 안데르스 바스모 크리스티안센 - 헤르만 역

조연
- 엘레노아 버크
- 아그네스 키텔센 - 리브 역
- 토비아스 산틀만 - 크누트 역
- 피터 와이트 - 스피든 역
- 소렌 필마르크 - 프리천 역
- 마누엘 코우치 - 버스터만테 역
- 오드 마그누스 윌리엄슨 - 에릭 역
- 제이콥 오프테브로 - 토르스타인 역
- 리처드 트라인더 - 루이스 역

## 수상 정보
- 2012년 제37회 토론토국제영화제 후보 특별한 발표 부문
- 2013년 제7회 달라스 국제 영화제 후보 오프닝 나이트 장편
- 2013년 제36회 예테보리국제영화제 후보 갈라
- 2013년 제24회 팜스프링스 국제영화제 후보 버즈어워드: 최우수 국제영화
- 2013년 제28회 산타바바라 국제영화제 후보 산타바바라 장편
- 2013년 제57회 런던 국제 영화제 후보 스릴
- 2013년 제26회 유럽영화상 후보 관객상, EFA 장편 영화 셀렉션
- 2013년 제85회 미국 아카데미 시상식 후보 외국어영화상
- 2013년 제70회 골든 글로브 시상식 후보 외국어영화상
- 2014년 제62회 산세바스티안국제영화제 후보 어린이 영화 부문

## 같이 보기
- 생존 영화